# Elna Henrikson
Elna Henrikson (fl. XX secolo) è stata una pattinatrice artistica su ghiaccio svedese. Ha vinto due medaglie di bronzo al Campionato mondiale, nel 1923 e nel 1924, pattinando insieme a Kaj af Ekström.

## Palmarès
| Evento                       | 1921 | 1922 | 1923 | 1924 |
| ---------------------------- | ---- | ---- | ---- | ---- |
| Campionati mondiali          |      |      | 3°   | 3°   |
| Campionati nazionali svedesi | 1°   | 2°   | 1°   | 1°   |